# Melagani, Mulbagal
Melagani là một làng thuộc tehsil Mulbagal, huyện Kolar, bang Karnataka, Ấn Độ.